# محمد كريم (مخرج)
محمد كريم (8 ديسمبر 1896-27 مايو 1972) مخرج مصري بدأ حياته ممثلاً.
أخرج للسينما فيليمن كلاهما يحمل اسم زينب، لكن الفيلم الأول فيلم صامت أُنتج عام 1930، والثاني فيلم ناطق أنتج عام 1952. ارتبط اسمه مع الموسيقار محمد عبد الوهاب حيث أخرج له الأفلام السبعة التي قام ببطولتها من الوردة البيضاء حتى لست ملاكاً. كما أخرج فيلم دليلة من بطولة عبد الحليم حافظ عام 1956، وهو أول فيلم مصري يظهر بطريقة سينما سكوب.
أخرج فيلم أولاد الذوات عام 1932، وهو في رأي البعض أول فيلم عربي ناطق.

## النشأة
ولد محمد كريم في حي عابدين، بالقاهرة بمصر. بدأ عشقه للسينما في سن العاشرة، عندما كان يتردد على سينما «أمبير» التي كانت من أوائل دور العرض السينمائي في القاهرة. بهره هذا الفن الجديد والغريب الوافد من الخارج، وشد انتباهه واهتمامه كثيراً، وملك عليه كل مشاعره، خصوصاَ بعد أن شاهد فيلمي «أسرار نيويورك وفانتوماس».
كبر كريم وكبرت معه هوايته للسينما والتمثيل، فاشترى من مصروفه الخاص كاميرا فوتوغرافية، وحول سطح المنزل الذي يسكنه في حارة الهدارة إلى أستوديو. كان في البدء يعشق التمثيل. وكان شديد الحرص على تقليد الممثلين في الأفلام الأجنبية التي يشاهدها، حيث كان يقف أمام كاميرته ويصور نفسه في حالات متعددة، بعد أن يضع المكياج لوجهه ليستطيع التعبير عن الشخصية التي يمثلها.
بعد انتهاء الحرب العالمية الأولى، كتب محمد كريم مقالات عن السينما في الصحف المصرية، وكان تفكيره في الكتابة منصب على تمصير السينما. كما قام أيضاً بترجمة ونشر الأخبار الفنية من بعض المجلات السينمائية الأجنبية التي كانت تصله من الخارج، حيث كان يراسل أكثر من خمس عشرة شركة سينمائية أوروبية.
وفي برلين استطاع أن يلتحق بأستوديوهات «أوفا» السينمائية، حيث عمل في قسم المونتاج. وفي خلال سنة ونصف سنة فقط أصبح أحد مساعدي المخرج الألماني «فريتز لانج»، مما أكسبه خبرة ودراية بفن الإخراج السينمائي. وعـاد محمد كريم إلى القـاهرة بعد غياب دام سـبع سنوات، ومعه زوجته الألمانية «نعمة اللّه» الذي كان قد تزوجها أثناء عمله في ألمانيا، والتي أصبحت فيما بعد مساعدته في جميع أفلامه.
بعد عودته من ألمانيا، وقبل عمله مع طلعت حرب، وقف محمد كريم على خشبة مسرح رمسيس مع يوسف وهبي ليؤدي دور ضابط في مسرحية «تحت العلم» بالرغم من أنه قام بمحـاولات لإقـنـاع يوسف وهبي بإنتاج فيلم سينمائي يقوم هو بإخراجه.

## حياته الفنية
يعتبر محمد كريم أول من صور أفلاماً سينمائية لبعض المناظر الخارجية التي تقع في بعض مسرحيات يوسف وهبي، ودمجها في المسرحية أثناء العرض. وفعلاً نجحت هذه التجربة الرائدة ونجحت بالتالي محاولات محمد كريم في إقناع صديقه بدخول مجال السينما. فنشأت فكرة رمسيس فيلم وكان الإتفاق مع كريم على إخراج فيلم يكون باكورة إنتاج هذه الشركة. فاختار محمد كريم رواية «زينب» للأديب محمد حسين هيكل لتكون بـداية العـلاقـة بين الأدب والسينما المصرية وكان الفيلم صامتاً لأن السينما المصرية لم تكن قد نطقت بعد. ولهذا فقد أعاد كريم إخراج هذا الفيلم ناطقاً في عام 1952.
وبعد أن نطقت السينما العالمية، أقدم محمد كريم على إخراج مسرحية رمسيس الناجحة «أولاد الذوات» في فيلم سينمائي من إنتاج وبطولة يوسف وهبي مع أفراد فرقته المسرحية. وصورت أغلب مشاهد الفيلم في باريس، لأنه لم تكن قد أقيمت بعد أستوديوهات مجهزة بمعدات الصوت أو حتى الإضاءة. أما بقية المشاهد فقد صورت صـامتة في أستوديو رمسيس، وأدخلت عليها مؤثرات صوتية فيما بعد. ولم تكن صناعة السينما في مصر قد عرفت فن المونتاج إلا عندما أُخرج هذا الفيلم، حيث تم عمل مونتاجه في باريس وتحت إشراف كريم نفسه.
كان محمد كريم مثالاً للفنان الملتزم بفنه، وهو أيضاً صاحب مبادئ لم يحيد عنها طوال حياته. إنه فنان يحترم فنه ويرفض أن يخلط بين الفن والتجارة. فقد أخذ على نفسه عهداً بعدم الابتذال منذ بداية مشواره السينمائي. فقد عاش طوال حياته فقيراً بالرغم من مكانته الرفيعة فنياً.
قبل وفاته بأربع سنوات، قدمت له الدولة منحة تفرغ لكتابة تاريخ السينما المصرية حيث عكف على البحث والدراسة معتمداً في ذلك على ذكرياته وذكريات أصدقائه المقربين إليه. ومات قبل أن يكمل كتابة هذا التاريخ الذي عُهد بتكملته إلى المخرج أحمد كامل مرسي.

## أسلوبه
كان أسلوب محمد كريم في الإخراج يمتاز بالعناية الفائقة في المشهد، يهتم بكل صغيرة وكبيرة فيه، يدقق في اختياره للموضوع والممثلين والفنيين ويميل إلى تصوير الطبيعة الراقية، أي إنه يحاول كثيراً تجميل الواقع، أو إنه يقدمه كما يجب أن يكون.. وكان عصبي المزاج يثور لأقل الأشياء، لكنه في نفس الوقت يحمل قلب فنان كبير.

## أعماله
أخرج للسينما فيليمن كلاهما يحمل اسم زينب، لكن الفيلم الأول فيلم صامت أُنتج عام 1930، والثاني فيلم ناطق أنتج عام 1952. ارتبط اسمه مع الموسيقار محمد عبد الوهاب حيث أخرج له الأفلام السبعة التي قام ببطولتها من الوردة البيضاء حتى لست ملاكاً. كما أخرج فيلم دليلة من بطولة عبد الحليم حافظ عام 1956، وهو أول فيلم مصري يظهر بطريقة سينما سكوب. أخرج فيلم أولاد الذوات عام 1932، وهو في رأي البعض أول فيلم عربي ناطق.

### قائمة أفلامه
- ليلى،1927
- زينب، 1930
- أولاد الذوات، 1932
- الوردة البيضاء، 1933
- دموع الحب، 1935
- يحيا الحب، 1938
- يوم سعيد، 1940
- ممنوع الحب، 1942
- ليلة الفرح، 1942
- رصاصة في القلب، 1944
- لست ملاكاً، 1946
- أصحاب السعادة، 1946
- دنيا، 1946
- الحب لا يموت، 1948
- زينب، 1952
- ناهد، 1952
- جنون الحب، 1954
- دليلة، 1956
- قلب من ذهب، 1959

## جوائز وتكريمات
نال محمد كريم جوائز تقديرية عديدة من الدولة. ففي عام 1955 نال جائزة الدولة في الإنتاج والإخراج والسيناريو عن فيلم «جنون الحب»، وهو الفيلم الذي إضطره لبيع أثاث منزله ليقوم بإنتاجه. كما حصل على وسام الدولة في الفنون من الدرجة الأولى عام 1963 . وحتى بعد رحيله نال اسمه جائزة الدولة التشجيعية في الفنون.
كما أنه له فيلمين ضمن قائمة قائمة أفضل مئة فيلم في مئوية السينما المصرية حسب اختيار النقاد عام 1996 وهما رصاصة في القلب (1944)، وزينب (1952).

## ذكراه
في 20 مايو 2012، قام مجهولون بحرق تمثال المخرج السينمائي المصري الراحل محمد كريم الموجود في مدينة السينما في حي الهرم، محافظة الجيزة، تمهيداً لاحتفالية بمحمد كريم في المدينة. كانت وزارة الثقافة قد اقترحت رفع التمثال في الشارع أمام أكاديمية الفنون في إطار الاحتفالية، فرفض نائبان لحزب النور السلفي في البرلمان هذا الاقتراح، بدعوى أنه صنم يحمل دعوى للشرك بالله.

## المصدر
قاعدة بيانات السينما العربية.

## وصلة خارجية
- محمد كريم على موقع IMDb (الإنجليزية)
- محمد كريم على موقع قاعدة بيانات الأفلام العربية
- محمد كريم على موقع ألو سيني (الفرنسية)
- محمد كريم على موقع قاعدة بيانات الفيلم (الإنجليزية)
- محمد كريم على موقع كينوبويسك (الروسية)

صفحة محمد كريم على قاعدة بيانات الأفلام العربية.